# Holstein-Gottorp

Escut d'armes de la Casa de Holstein-Gottorp

Holstein-Gottorp o Schleswig-Holstein-Gottorp és el nom historiogràfic, així com l'abreviatura actual, per les parts dels ducats de Schleswig i Holstein, també conegut com a Holstein Ducal, que foren governades pels ducs de Schleswig-Holstein-Gottorp. Altres parts dels ducats foren governades pels reis de Dinamarca. Els territoris de Gottorp actualment es troben a Dinamarca i Alemanya. La residència principal dels ducs era el Castell de Gottorp a la ciutat de Slesvig al ducat de Schleswig. També és el nom de la casa ducal, que va ascendir a diversos trons. Per aquest raó genealogistes i historiadors algunes vegades utilitzen els Holstein-Gottorp per relacionar dinasties de diversos països.
El títol formal adoptat pels seus governants fou "Duc de Schleswig, Holstein, Dithmarschen i Stormarn", però aquest títol també fou utilitzat pels seus parents, els reis de Dinamarca o les seves branques menors, en tant que era una propietat comuna de tots els agnats. La branca Gottorp ostentava landeshoheit (sobirania) sobre el ducat de Holstein al Sacre Imperi i sobre el ducat de Schleswig al Regne de Dinamarca. El nom de Holstein-Gottorp s'usà per motius de conveniència, ja que tècnicament era més correcte "Duc de Schleswig i Holstein a Gottorp".
El més antic dels títols ducals és el de Schleswig, que fou conferit en feu a un parent dels reis per la Reina Margarida de Dinamarca, Suècia i Noruega en nom del seu fill Olaf II de Dinamarca de 1386. Els reis de Dinamarca atorgaren Holstein com un feu imperial a l'Emperador Frederic III a partir de 1474.

## Història

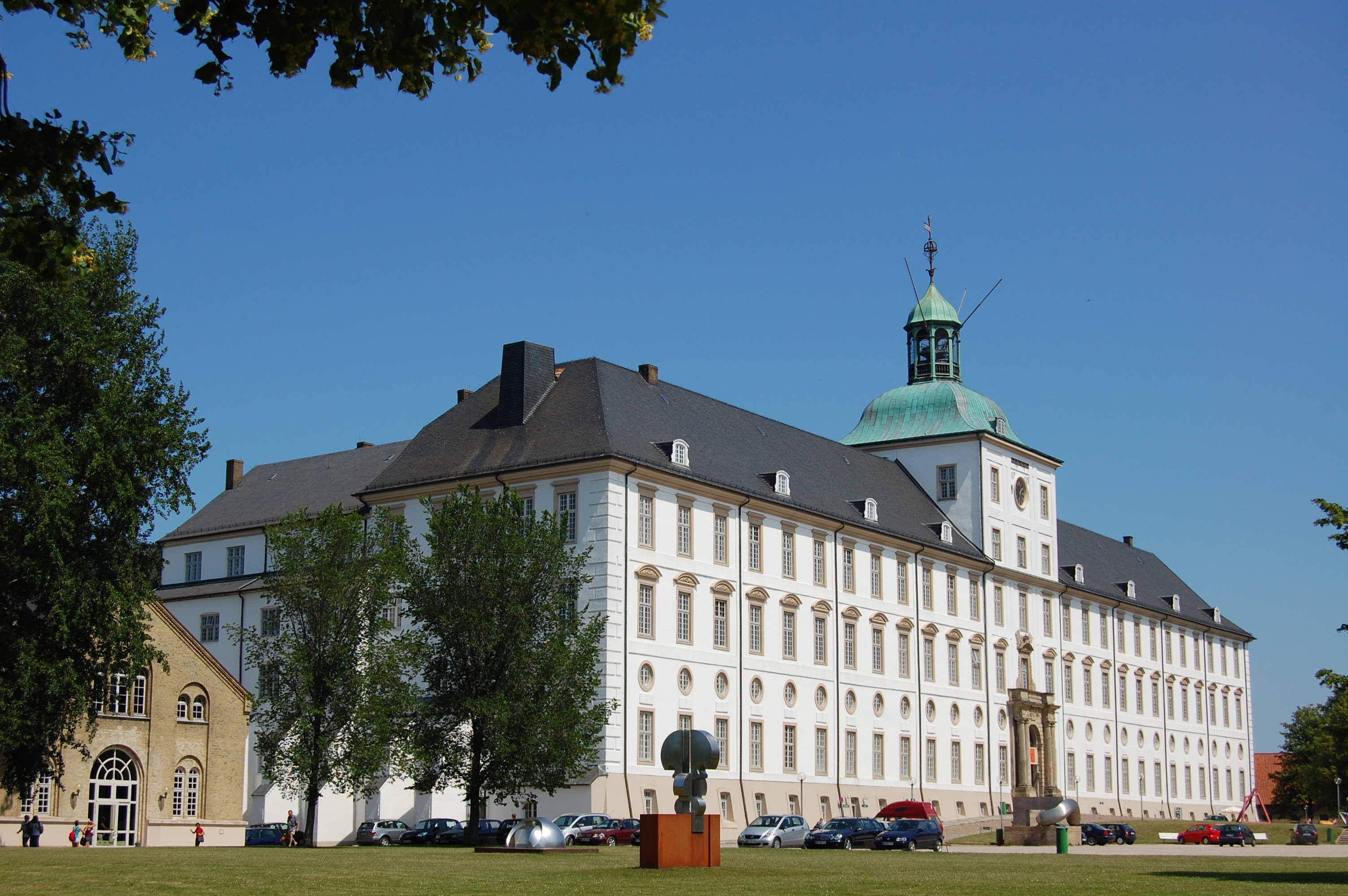
Castell de Gottorp, després que s'instituís la casa de Holstein-Gottorp.

El 1544 l'anomenat "ducat tres en un " fou cedit a Adolf I de Schleswig-Holstein-Gottorp, tercer fill del rei Frederic I de Dinamarca i germanastre més jove del rei Cristià III de Dinamarca. D'aquesta manera l'actual Casa de Holstein-Gottorp és una branca menor de la Casa d'Oldenburg. Els Ducs de Holstein-Gottorp compartiren, de forma incòmoda, el govern de Schleswig i Holstein amb els reis de Dinamarca. En conseqüència, sovint eren aliats (pràcticament clients) dels suecs, enemics dels danesos. Aquesta duradora aliança fou segellada per diversos matrimonis dinàstics: Cristina Holstein-Gottorp casada amb Carles IX de Suècia, Hedwig Elionor de Schleswig-Holstein-Gottorp casada amb Carles X Gustau de Suècia, Duc Frederic IV casat amb la filla més gran del rei Carles XI de Suècia, i finalment el Príncep Adolf Frederic de Holstein-Gottorp que ocupà el tron suec el, fundant la dinastia Holstein-Gottorp de Suècia (va governar de 1751–1818).
Pel Tractat de Roskilde (1658) i el Tractat de Copenhagen (1660), Dinamarca alliberà Gottorp dels seus lligams feudals i reconegué la sobirania dels ducs sobre les terres de Gottorp al ducat de Schleswig. De fet, aquests territoris de Schleswig havien estat relativament independents des de feia més d'un segle. Encara que el ducat de Holstein continuà oficialment com a feu de l'Imperi, de fet pel tractat els ducs co-governaven ambdós ducats amb el seu senyor nominal, el rei danès.
A la Gran Guerra del Nord el ducat s'alineà amb l'Imperi Suec i fou derrotat després que les tropes daneses ocupessin els territoris septentrionals de Holstein-Gottorp. El 1720 d'acord amb el Tractat de Frederiksborg els suecs retiraren el seu suport a Gottorp, fent impossible pels ducs recuperar els territoris perduts de Schleswig i prosseguir el seu enfrontament amb els reis de Dinamarca. Després de l'acord de pau de 1721, el Duc Carles Frederic es refugià a la cort de Pere el Gran, i durant algun temps els russos intrigaren per restaurar l'autoritat de Carles Frederic als seus territoris de Schleswig. El mateix Carles Frederic es casà amb la Gran Duquessa Anna Petrovna, filla de Pere. Els successors de Pere abandonaren la seva política de donar suport a les reclamacions dels Ducs de Holstein-Gottorp. Però del matrimoni del Duc i de la Gran Duquessa nasqué Carles Pere Ulrich, va succeir els Holstein-Gottorp el 1739, i va ser nomenat hereu del tron rus per Elisabet I de Rússia, la qual no tenia fills, el 1741.
Carles Pere Ulrich, que va accedir al tron com Pere III el 1762, estava disposat a conquerir el ducat de Schleswig i el ducat de Holstein-Gottorp al Regne de Dinamarca i Noruega. Quan esdevingué tsar el 1762, immediatament firmà el Tractat de Sant Petersburg amb Prússia i retirà Rússia de la Guerra dels Set Anys per poder concentrar-se plenament contra l'atac a Dinamarca. Aquest moviment enfadà l'opinió russa, ja que ho consideraven una traïció als sacrificis russos fets durant la guerra, i una posada en perill innecessària dels interessos de l'estat. Al mateix temps, l'exèrcit danès s'havia ràpidament mobilitzat al llarg de la frontera amb Mecklenburg, per prevenir la invasió de Holstein, i preparar la batalla. Els dos exèrcits estaven separats per 30 quilòmetres quan arribaren notícies de Sant Petersburg que el tsar havia estat destronat per la seva mullar, que havia ascendit al tron com a Caterina II de Rússia.
El fill de Pere III, Pau I de Rússia, el nou Duc de Holstein-Gottorp, era menor d'edat i estava sota la tutela de la seva mare, la tsarina. El 1773 Caterina la Gran accedí a renunciar a les reclamacions territorials del seu fill sobre les terres de Holstein-Gottorp encara en poder de Dinamarca, obtenint a canvi els comtats alemanya d'Oldenburg i Delmenhorst, elevats a ducat el 1776 dins del Sacre Imperi Romanogermànic. El ducat fou concedit pel cosí de l'avi de Pau, l'ancià Príncep-Bisbe de Lübeck, cap d'una branca menor de la família Holstein-Gottorp. Això marcà el final de la qüestió de Gottorp,que havia generat tants conflictes entre les potències nòrdiques.
La Casa de Holstein-Gottorp accedí a diversos trons europeus. La política dinàstica dels ducs de Holstein-Gottorp donà lloc a la seva branca menor, la branca sueca, que governà Suècia des de 1751 a 1818 i Noruega des de 1814 a 1818. El 1863, la branca de la Casa de Schleswig-Holstein-Sonderburg-Glücksburg — descendent del rei Cristià III de Dinamarca — s'entronitzà com a sobirans de Dinamarca i sobirans de Grècia i, el 1905, de Noruega.
La branca de Lübeck es convertí primer en Ducs i després en Grans Ducs d'Oldenburg, des de 1773 a 1918, mentre que la branca principal governà l'Imperi Rus breument el 1762 i de nou de 1796 a 1917.

## Ducs de Schleswig-Holstein-Gottorp

Escut d'armes del Comte Adolf de Holstein-Gottorp

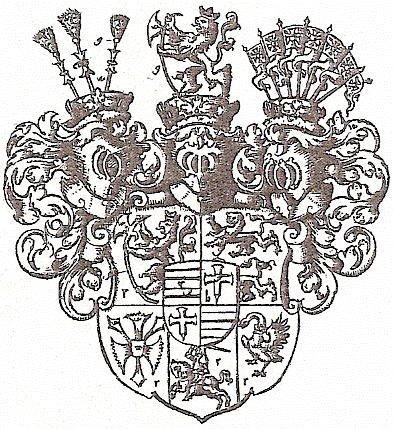
Escut d'armes del Ducat de Holstein-Gottorp (font Siebmachers Wappenbuch)

Ducs de Schleswig i Holstein a Gottorp:
- 1544-1586: Adolf
- 1586-1587: Frederic II
- 1587-1590: Felip
- 1590-1616: Joan Adolf
- 1616-1659: Frederic III
- 1659-1694: Cristià Albert
- 1694-1702: Frederic IV
- 1702-1720: Carles Frederic

Ducs de Holstein-Gottorp a Kiel:
- 1720-1739: Carles Frederic
- 1739-1762: Carles Pere Ulrich (després Pere III de Rússia)
- 1762-1773: Pau (Tsar 1796–1801) 1773 cedí en les seves reclamacions a canvi del Ducat d'Oldenburg

Ducs titulars de Holstein-Gottorp a Sant Petersburg:
- 1773-1801: Pau (tsar 1796–1801)
- 1801-1825: Alexandre I de Rússia
- 1825-1831: Constantí Pavlòvitx de Rússia
- 1831-1856: Nicolau I de Rússia
- 1856-1881: Alexandre II de Rússia
- 1881-1894: Alexandre III de Rússia
- 1894-1918: Nicolau II de Rússia
- 1918-1938: Ciril de Rússia, després de l'assassinat del Tsar i el Tsarévitx el 1918, el títol passà al membre masculí més gran de la branca menor Romanov més propera dinàsticament a la família imperial.
- 1938-1992: Vladímir de Rússia, el Gran Duc Vladímir va morir sense descendència, de manera que el títol hauria de recaure en el membre masculí més gran de la Casa Romanov-Holstein-Gottorp. Actualment no s'ha resolt satisfactòriament la successió.